# PPG Place
PPG Place es un complejo situado en el centro de Pittsburgh, Pensilvania, Estados Unidos, compuesto por seis edificios dentro de tres manzanas y 22 000 m². Nombrado por su mayor ocupante, PPG Industries, que inició el proyecto para que fuera su sede, todos los edificios tienen fachadas de vidrio a juego, que se compone de 19.750 paneles de cristal en total. El complejo gira en torno a One PPG Place, un edificio de oficinas de 40 plantas. La construcción comenzó el 28 de enero de 1981. Los edificios del complejo abrieron entre 1983 y 1984, y la ceremonia de inauguración tuvo lugar el 11 de abril de 1984. El coste total de la construcción fue de 200 millones de dólares (631,4 millones en la actualidad). El edificio fue vendido por The Hillman Company a Highwoods Properties en 2011.

## Construcción
El proyecto fue comenzado por PPG Industries (antiguamente Pittsburgh Plate Glass Company) para servir como la sede de la compañía, tras establecerse en el centro de Pittsburgh en 1895. La compañía encargó el proyecto al arquitecto Philip Johnson y su socio John Burgee. Diseñado en estilo neogótico pero con innovaciones modernas, el complejo tiene muchas inspiraciones, incluida la Victoria Tower de Londres, el Juzgado del Condado de Allegheny de H.H. Richardson's y Cathedral of Learning de Charles Klauder en Pittsburgh.
Durante la demolición y preparación del terreno, un equipo de antropólogos de la Universidad de Pittsburgh recogió más de 10 000 artefactos que datan del siglo XVIII en lo que era el Kings Garden y Kings Orchard a unos 300 metros de la puerta del Fuerte Pitt, así como muchos instrumentos médicos que indican instalaciones en la zona. El equipo también descubrió varios pozos y cisternas revestidos con piedra que datan de alrededor de 1800 que se llenaron a principios de siglo con desechos y artefactos cuando el asentamiento se expandía y los pozos se secaron. 
Los edificios se reconocen por sus 231 agujas de cristal, la mayor de las cuales tiene 25 m de altura. Son también destacables las superficies de cristal aislante, que sirvieron para anunciar al promotor del edificio. Contiene más de 100 000 m² de Solarban 550 Twindow de PPG (19.750 paneles). El edificio principal es una torre de 40 plantas, en la que PPG Industries ocupa la mitad del espacio. El complejo contiene también un edificio de 14 plantas, y cuatro edificios de 6 plantas. PPG Industries también usa espacio en uno de estos edificios. El vestíbulo de One PPG es una entrada de 15 m de altura que contiene cristal rojo. El edificio tiene 21 ascensores, cada uno de ellos con muros de paneles de cristal claro que rodea cristal fracturado. En total, el complejo costó 200 millones de dólares.
El diseño del edificio no solo lo hizo inconfundible, sino que también tiene una alta eficiencia energética. En verano el calor es reflejado fuera del edificio, mientras que en invierno el calor infrarrojo es contendido dentro del edificio. Las paredes superficiales incluyen una barrera de construcción que separa efectivamente los muros interiores de los exteriores. El edificio también recoge el calor de equipos informáticos y lo recicla por toda la estructura.
La construcción del edificio resaltó el "período de renacimiento" de Pittsburgh, que vio a la economía de Pittsburgh caer como resultado de cierres de siderúrgicas, mientras que Pittsburgh Plate Glass se mantuvo como empresa Fortune 500.
El espacio de oficinas abrió en agosto de 1983, las tiendas en noviembre de 1984 y el complejo fue inaugurado oficialmente el 11 de abril de 1984.

## Acogida

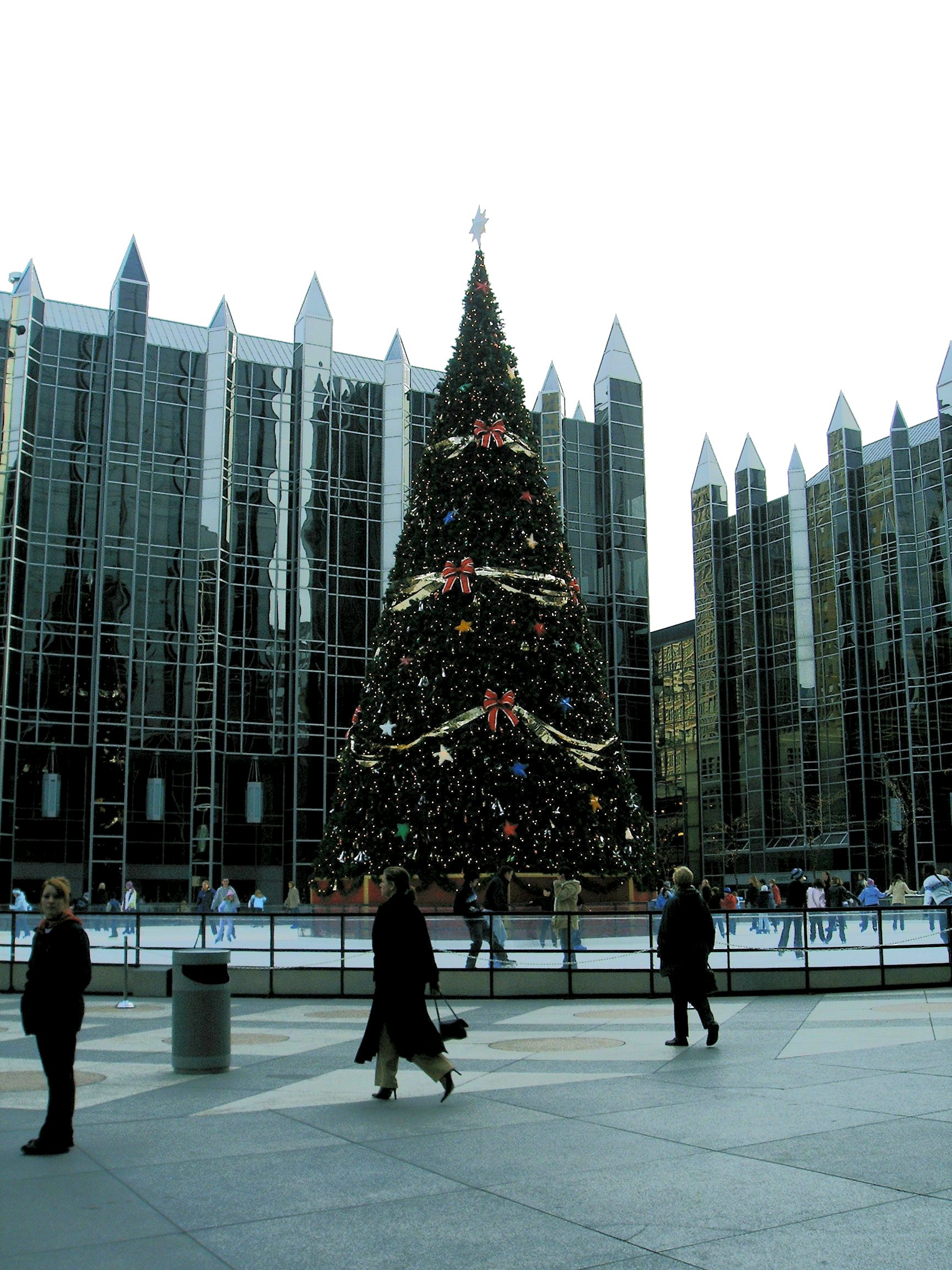
The Rink at PPG Place

Tras la finalización del proyecto, los críticos de arquitectura y los medios de comunicación llamaron a PPG Place "la joya de la corona del panorama de Pittsburgh," "El éxito de los rascacielos del centro de Pittsburgh," y "uno de los proyectos urbanos más ambiciosos, sensibles y con más espíritu público desde el Rockefeller Center." En 2006, los lectores del Pittsburgh City Paper votaron PPG Place como el mejor edificio de Pittsburgh.
En 2005, cuando la tasa de desocupación de oficinas en el centro estaba en torno al 20 %, PPG Place estaba completa al 87-89 %. El administrador pudo atraer corporaciones de fuera de la ciudad para que trasladaran sus operaciones a Pittsburgh. News America Marketing, filial de News Corporation, ocupa 540 m². La empresa local Kennametal Inc. alquiló espacio de oficinas, y LandAmerica Financial Group trasladó varias oficinas a la planta 12 de One PPG Place. La Universidad Carnegie Mellon opera relaciones con antiguos alumnos desde el complejo.

## Zonas públicas
El complejo abarca seis manzanas (22 000 m²) rodeadas por Forbes Avenue y Boulevard of the Allies en sus lados norte y sur, y las calles Stanwix y Wood en el este y oeste.
PPG Place abrió una pista de patinaje el 10 de diciembre de 2001 que se ha convertido en una popular atracción. Hay un árbol de Navidad de 18 m en el centro de la pista. Con 890 m², la superficie es 190 m² mayor que la famosa pista del Rockefeller Center de Nueva York.
Durante el resto del año, la zona donde se sitúa la pista de hielo es una plaza con mesas abierta al público. La plaza incluye una fuente con 140 chorros de agua que usa 280 luces subterráneas. Abierta en 2003, fue diseñada por WET Design y SWA Group arquitectura paisajística y diseño urbano. En el centro de la fuente hay un obelisco de granito rosa.

## En la cultura popular
- El edificio sirve como la sede (y escondite) de la compañía del Dr. Claw en la película de 1999 Inspector Gadget
- Una imagen compuesta de la torre principal de PPG Place y Oxford Centre se usa para representar al lujoso rascacielos Fiddler's Green en la película Land of the Dead.
- Varios edificios de PPG Place aparecen prominentemente en la serie de Spike TV The Kill Point, ambientada en Pittsburgh.
- En la película de Steven Seagal Fire Down Below (1997), se muestra el exterior del rascacielos antes de las escenas en la sede del conglomerado empresarial.
- El skateboarder Bam Margera se refirió a PPG Place como un "edificio castillo" mientras visitó Pittsburgh durante la grabación de su serie Bam's Unholy Union.
- En Fallout 3 DLC "The Pitt", puede verse una versión desfigurada de la torre principal de PPG Place en el horizonte, con llamas saliendo de algunas de las agujas.
- Algunas de las escenas interiores de Imparable fueron rodadas en PPG Place.